# Акуафондата
Акуафонда̀та (на италиански: Acquafondata, на местен диалект Acuafunnàta, Акуафуната) е село и община в Централна Италия, провинция Фрозиноне, регион Лацио. Разположено е на 926 m надморска височина. Населението на общината е 296 души (към 2012 г.).